# Kartesch
| Kartesch |
| --- |
| Funktion av en granatkartesch. Skiljer sig huvudsakligen från en vanlig kartesch i att vara utformad som en projektil med basladdning och spetsrör, istället för tändhatt och drivladdning i patronläget. Vanlig kartesh. Utformad snarlik en hagelpatron för grovkalibrigt eldrörsvapen. Denna variant har en gördel, vilket indikerar att karteschens bas följer med ut ur eldröret vid avfyrning. |

Kartesch (militärförkortning: kt), förr även kartusch, är en gammal ammunitionstyp för artilleri som i grunden utgörs av en eldrörsladdad patron försedd med drivspegel och hagelladdning (såsom grovt druvhagel eller fint kärvhagel) likt en hagelpatron, vilken avfyras med kardus för att skapa en hagelkärve framför mynningen på artilleripjäsen. Typens historiska användning var som närförsvarsammunition till batteriplatsen.

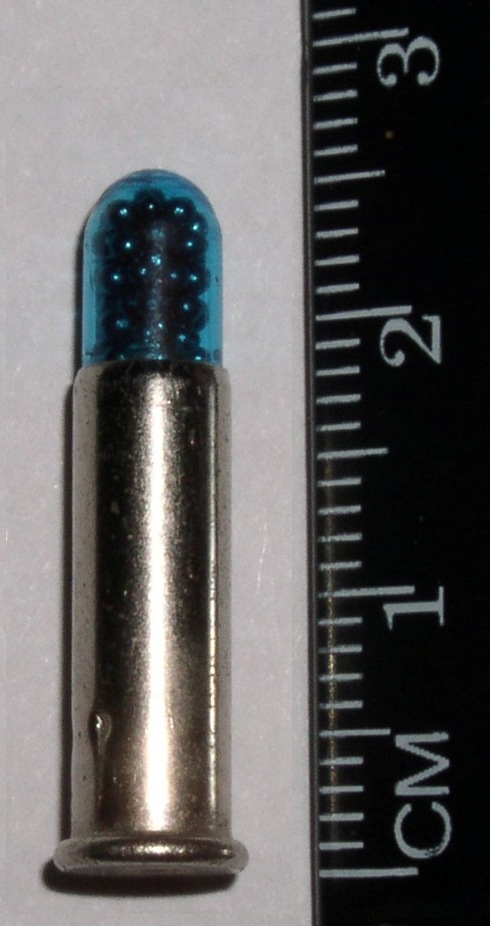
Modern skadedjurskartesch (rat shot) i .22 Long Rifle (5,6 × 15 mm R).

I modern tid förekommer kartesch-liknande ammunition till handeldvapen för bruk mot mindre skadedjur och dylikt, såsom giftormar och gnagare, vilka på engelska har fått benämningen "ormskott" eller "råttskott" (snake shot, rat shot).

## Utformning
Kartescher består av en cylindrisk behållare försedd med en liten drivladdning i botten täckt av en förladdning (militärt benämnd drivspegel) som är fylld med kulor eller skrot. Drivladdningen är till för att skjuta ut laddningen av kulor eller skrot med hjälp av förladdningen. Vid utskjutning av kul- eller skrotladdningen skjuts även kartesch-höljet ut ur eldröret, normalt i bitar.
Kartesch användes endast mot fientligt infanteri på korta avstånd. Eftersom hagelkulorna tappar fart ganska fort är räckvidden begränsad till några hundratal meter. Vid längre avstånd används i stället granatkartesch, vilken skjuts iväg som en sammanhållen projektil som senare i projektilens lopp skjuter ut kulorna efter förbestämd tid.

## Historia
Under namn som skrå- eller hagelskott användes kartescher redan på 1500-talet i fästningsstrid samt från och med 1600-talet även i fältstrid.
I början lades skroten lösa i artilleripjäsen och slungades ut vid skottlossningen av en bakomlagd drivspegel av trä eller järn (klusterskott). Sedermera inneslöts de i en dosa av trä (skråkappa) eller järnbleck, och mellanrummen mellan skroten fylldes med sågspån. Senare, för räfflade pjäser, gjordes dosan vanligen av zinkbleck, skroten av järn eller hårdbly och mellanrummen fylldes med harts.
Druvhagel gjordes genom att en påse fylldes med kulor som fästes vid en drivspegel i trä, vilken sedan lindades med segelgarn och doppades i beck.
Henry Shrapnel(en) utvecklade granatkarteschen vid tiden för Napoleonkrigen.
Hos 8 cm fältkanon m/1881 vägde karteschskroten 24 gram medan granatkarteschskroten vägde 12,7 gram.

## Bilder

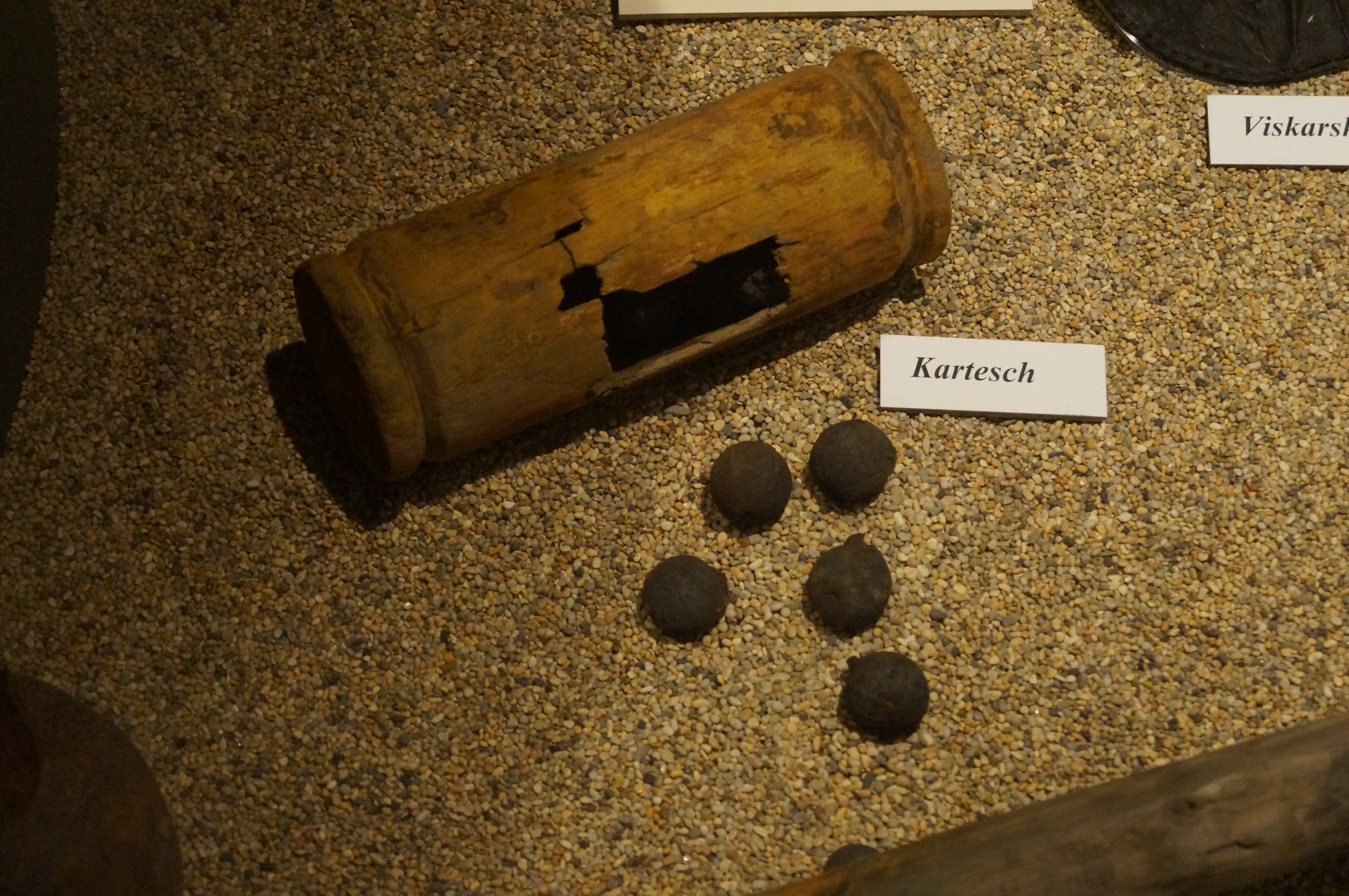
En kartesch från Regalskeppet Kronan från 1600-talet.
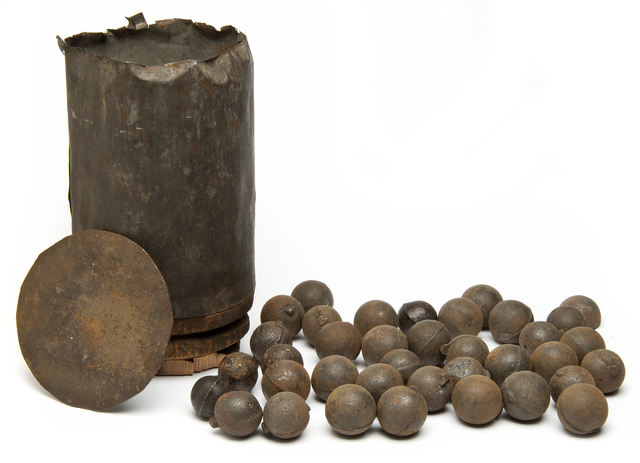
Granatkartesch till en 12-pundskanon från amerikanska inbördeskriget.
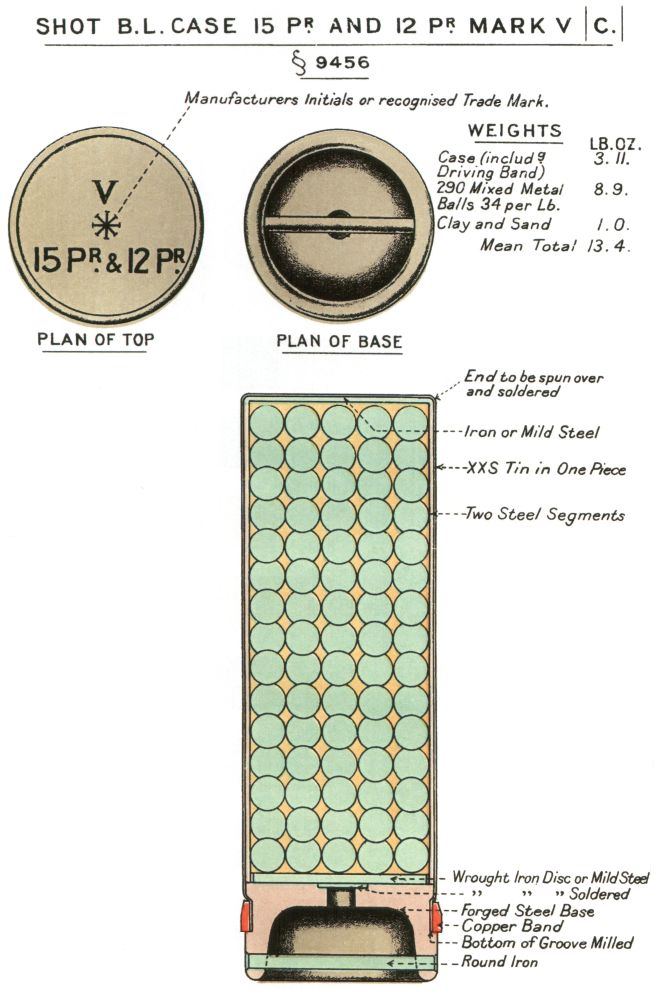
En brittisk 76,2 mm kartesch från 1914.